# Saïb Hachani
Pour les articles homonymes, voir Hachani.
Saïb Hachani, né en 1936 et mort le 22 mars 1966 à Lyon, est un tueur en série français ayant sévi au début des années 1960 dans la Loire, qui a été exécuté par guillotine,.

## Biographie
Saïb Hachani se présentait comme un passeur pour l'Algérie.

### Meurtres
Le 16 novembre 1962, il tue à coup de hachette Mohamed Hadji pour lui voler 1 450 francs. Il lui avait promis de l'amener à Alger. Le 8 décembre 1962, il tue Nedjaï Amhed à coups de hachoir à viande avant de lui voler de l'argent. Il lui enfonce ensuite dans la poitrine un pique-feu chauffé à blanc avant de le cacher dans un sac de charbon. Le corps sera retrouvé par un chien errant. Le 13 février 1963, il assassine à coups de manche de pioche un chiffonnier, Messaoud Bouguerry, avant de brûler son cadavre. Le corps est finalement retrouvé par un groupe d'enfants. À la suite de ce crime, Hachani est arrêté et avoue les trois meurtres. Il est ainsi inculpé d'assassinats et placé en détention provisoire,.

### Procès et exécution
Les trois meurtres seront reliés par la police. Saïb Hachani comparait devant la Cour d'assises de Saint-Étienne les 28 et 29 octobre 1965. Afin de le défendre son avocat profitera des séquelles de la guerre d'Algérie et invente un complot politico-terroriste. Le 29 octobre 1965, il est condamné à mort. Indifférent à son sort, il est exécuté par le bourreau André Obrecht le matin du 22 mars 1966,,,. 
Il sera la dernière personne exécutée à Lyon.